# Гавриил (де Вильдер)
Архиепи́скоп Гаврии́л (в миру Гидо де Вильдер, фр. Guido de Vylder, Гёй Сирил Мариа Вейдер, нидерл. Guy Cyriel Maria Vijder; 13 июня 1946, Локерен, Бельгия — 26 октября 2013, Маастрихт, Нидерланды) — епископ Константинопольской православной церкви, архиепископ Команский, управляющий Западноевропейским экзархатом русских приходов Константинопольского патриархата (2003—2013), член Ассамблеи православных епископов Франции.
Тезоименитство — 8 ноября (архангела Гавриила).

## Биография

### Ранние годы
Родился 13 июня 1946 году в городе Локерене во фламандской части Бельгии в ревностной католической семье. После окончания лицея Сен-Николя он получил техническое образование, чтобы в будущем заменить своего отца, возглавлявшего семейное предприятие.
После окончания военной службы в 1966 году, поступил в Институт позднего призвания (фр. Institut des vocations tardives) в Кортрейке, где продолжал обучение до 1970 года. Затем изучал философию и богословие в католической семинарии в городе Генте, намереваясь стать католическим священником.
По собственному признанию, «Это было после Второго Ватиканского собора. Я предпочёл бы не говорить об этом периоде — он был для меня трудным. В это время, Божией милостью, познакомившись с украинцами-униатами в Бельгии, я через них открыл для себя православие».
В январе 1974 году принял православие и стал активным прихожанином православной Свято-Андреевской церкви в Генте, в связи с чем покинул католическую семинарию.
Тогда же поступил в отделение нравственных и религиозных наук Лёвенского католического университета, который окончил в 1976 году. Изучал церковнославянский язык в Лувенском университете.

### Священник
5 октября 1975 года в Троицкой крипте Александро-Невского собора в Париже после хиротесии во чтеца и в иподиакона архиепископом Сиракузским Георгием (Тарасовым) был хиротонисан во диакона.
27 июня 1976 года в том же соборе тем же архиереем хиротонисан во пресвитера в состоянии безбрачия.
Одновременно с 1976 по 1997 годы преподавал историю религий в средней образовательной школе в Маастрихте, чем зарабатывал себе на жизнь
18 мая 1977 года назначен настоятелем храма святителя Иоанна Златоуста в Маастрихте, который он обустроил в собственном доме: «Небольшая комната архиепископа находилась на третьем этаже <…>, а на первом этаже здания была обустроена Церковь».
В последующие годы принимал активное участие в открытии приходов в Девентере, Бреде и Антверпене, пастырски окормляя их до назначения на эти приходы священнослужителей. Открыл небольшой приход-часовню в городе Коллюмерпомпе (регион Фрисландия) на севере Голландии.
9 марта 1985 года архиепископом Евдокиадским Георгием (Вагнером) был возведён в сан протоиерея.
12 декабря 1992 года назначен настоятелем храма святого князя Александра Невского в Льеже (Бельгия), сохраняя настоятельство в Маастритхе. Благодаря его стараниям приход был признан бельгийским государством.
В 1993 году новоизбранным архиепископом Евкарпийский Сергием (Коноваловым) назначен благочинным приходов в Бельгии, Нидерландах и Германии Архиепископии православных русских церквей в Западной Европе под омофором Константинопольского патриархата.
11 мая 1994 года на Сергиевском подворье архиепископом Евкарпийским Сергием (Коноваловым) был пострижен в монашество с наречением имени Гавриил в честь архангела Гавриила и назначен членом совета Западноевропейской архиепископии русских приходов в Западной Европе.
10 декабря 1995 года возведён в достоинство игумена, а 20 декабря 1998 года — архимандрита.
17 декабря 1998 года, сохраняя за собой настоятельство в Льеже, стал настоятелем прихода в Маастрихте.
В октябре 1998 года был членом делегации Западноевропейской архиепископии во главе с архиепископом Сергием (Коноваловым), ездившей на Фанар по вопросам статуса архиепископии в лоне Константинопольского патриархата, обсуждение которого привело к предоставлению Томоса в июле 1999 года.
В июле 1999 года сопровождал архиепископа Сергия (Коновалова) в его паломничестве в Россию, где присутствовал на освящении в Москве храма Христа Спасителя и сослужил с патриархом Алексием II. Участвовал также в епархиальном паломничестве в Святую землю.
С 2000 года состоял также в дисциплинарной комиссии (Церковном суде) Западноевропейской архиепископии русских приходов.

### Епископ
1 января 2001 года Священным синодом Константинопольского патриархата был избран викарием Западноевропейской архиепископии с местопребыванием в Париже для окормления приходов Северной Франции, Бельгии, Нидерландов и Германии с титулом епископа Команского. 24 июня того же года в парижском Александро-Невском соборе хиротонисан во епископа Команского, викария Западноевропейской архиепископии. Титул «Команский» связан с древней и уже несуществующей кафедрой Константинопольского патриархата, расположенной ныне на территории Абхазии, где в начале V века умер в ссылке святитель Иоанн Златоуст.
В декабре 2002 года, во время своей предсмертной болезни, архиепископ Сергий (Коновалов) поручил Гавриилу управление делами Западноевропейской архиепископии русских приходов.
После смерти архиепископа Сергия 22 января 2003 года Священный синод Константинопольской православной церкви избрал епископа Гавриила временным управляющим (местоблюстителем) Западноевропейской архиепископии.
1 мая 2003 года на общем собрании архиепископии в Александро-Невском соборе был избран главой Западноевропейского экзархата русских приходов. Кроме него, в выборах приняли участие епископ Клавдиопольский Михаил (Стороженко), а также клирик храма святых Николая и Пантелеимона в Брюсселе иеромонах Прохор (Спасский). В первом туре из 181 голосов епископ Гавриил получил 118, епископ Михаил — 44, а иеромонах Прохор — 13. Поскольку ни одному из кандидатов не удалось набрать необходимых двух третей голосов, состоялся второй тур, в ходе которого за епископа Гавриила проголосовало 134 человека. Это обеспечило ему уверенную победу. 3 мая 2003 года был утверждён в должности Священным синодом Константинопольского патриархата и возведён в сан архиепископа.
1 июня 2003 года в соборе Святого Александра Невского в Париже состоялась его интронизация. Как глава архиепископии стал по должности ректором Свято-Сергиевского богословского института и настоятелем Александро-Невского собора в Париже.
За неполные 10 лет возглашения им Западноевропейской архиепископии состоялось четыре общих собрания архиепископии (в 2004, 2007, 2008, 2010 годах); по его инициативе было собрано множество пастырских собраний и епархиальных конференций. Гавриил посетил все без исключения приходы и общины архиепископии, совершал освящение новых церковных сооружений. Совершил около 40 священнических и диаконских хиротоний.
Вместе с тем период управления архиепископа Гавриила ознаменовался затяжным противостоянием с Московским патриархатом и усилением конфликта между сторонниками и противниками последнего внутри самой архиепископии, конфликтом в Биаррице, завершившимся судебным решением в пользу архиепископии (), уходом в Московский патриархат приходов в Перпиньяне, Лионе, Алтее и Шарлеруа, потерю Никольского кафедрального собора в Ницце ().
8 января 2013 года сообщил членам епархиального совета, что решил уйти в отставку по состоянию здоровья, о чём он написал Константинопольскому патриарху. В своём послании по этому случаю он отметил, что «вследствие усталости и немощи, у меня нет более сил исполнять архиепископское служение» и «Я уверен, что уход мой согласен воле Божией и что с Божией помощью он станет благом и вам и мне».
16 января того же года Священный синод Константинопольского патриархата удовлетворил прошение архиепископа Гавриила о почислении его на покой. Поселился в Маастрихте в принадлежащем ему доме, где продолжал лечение. Здесь прошли последние месяцы его жизни.
Скончался от опухоли головного мозга 26 октября 2013 года в Маастрихте.

## Отношения с Московским патриархатом

### Послание патриарха Алексия II и реакция на него
Если при архиепископе Евкарпийском Сергие (Коновалове), предшественнике архиепископа Гавриила, отношения между Западноевропейской архиепископией и Русской православной церковью были мирны, начало правления архиепископа Гавриила ознаменовалось, как признал сам иерарх в интервью в 2004 году, осложнением диалога между возглавляемой им Западноевропейской архиепископией и Московским патриархатом, который, по мнению архиепископа, «на данный момент ведёт довольно националистическую политику, что и настораживает многих православных как нерусского, так и русского происхождения». Причину этого Никита Кривошеин видел в том, что «на политику Экзархата начала оказывать влияние определённая и немногочисленная группа эмигрантов, предпочитающих отрицать произошедшее освобождение России и Русской церкви от коммунистической диктатуры».
Поводом для конфликта явилось послание патриарха Московского Алексия II от 1 апреля 2003 года, обнародованное накануне выборов (в период местоблюстительства епископа Гавриила), с предложением создания в Западной Европе единого митрополичьего округа, «объединяющего всех верных русской православной традиции в странах Западной Европы» (то есть на основе приходов, монастырей и общин архиепископии, епархий Московского патриархата и РПЦЗ).
После получения письма «обстановка обострилась». Как отмечал бывший секретарь Совета архиепископии Василий фон Тизенгаузен: «Наши „модернисты“ прекрасно поняли его [письма Патриарха] содержание и потому не только отказались говорить о нём, но и сделали все, чтобы верующие не смогли как должно ознакомиться с этим текстом и правильно его понять. Этим и объясняется поток открытых писем, захлестнувший Епархию вплоть до Генеральной ассамблеи, состоявшейся 1 мая 2003 года». Архиепископия разделилась на два лагеря: влиятельное большинство, которое полностью держало епархиальный совет и приходские советы основных приходов, развернувшее кампанию против сближения с Русской церковью, и активное меньшинство, часть которого объединилось в созданное 31 марта 2004 года «Движение за поместное православие русской традиции в Западной Европе» (OLTR), ратовавшее, наоборот, за сближение с Московской патриархией и Зарубежной церковью, беря за ориентир упомянутое послание патриарха Алексия II создать «самоуправляемый митрополичий округ, объединяющий всех верных чад русской православной традиции в странах Западной Европы». Сам архиепископ Гавриил, по его словам, подобным предложением «был очень удивлён и даже уязвлён», ибо «воспринял это письмо как посягательство на единство нашей Архиепископии, могущее внести в церковное тело раскол». Несмотря на обострение конфликта, в марте 2004 года архиепископ Иннокентий (Васильев) свидетельствовал, что во Франции у него, как управляющего Корсунской епархией, сложились добрые рабочие и братские отношения с архиепископом Гавриилом, в сферу которых, однако, не входило «обсуждение проблем между Русской православной церковью (Московский патриархат) и Архиепископией русских православных церквей в 3ападной Европе».
По избрании управляющим экзархатом архиепископ Гавриил провёл ряд консультаций, итоги которых были изложены в официальном заявлении епархиального совета Западноевропейской архиепископии от 9 декабря 2004 года; патриарху Алексию II был направлен подробный ответ с указаниями на невозможность следования предложениям последнего. Реакции из канцелярии Московской патриархии не последовало, а председатель ОВЦС митрополит Кирилл позже заявлял, что ответ архиепископа Гавриила был составлен в резком тоне и письменно отвечать на него было невозможно. Прозвучал также упрёк, что обещанного архиепископом Гавриилом во время его местоблюстительства широкого обсуждения патриаршего послания так и не последовало. 24 декабря того же года Священный Синод Русской православной церкви выражал «сожаление в связи с „Заявлением Епархиального совета Архиепископии православных русских церквей в Западной Европе“ от декабря 2004 года, свидетельствующего о фактическом отказе нынешнего руководства Экзархата от духовного наследия Преосвященного митрополита Евлогия и иных деятелей русской церковной эмиграции в Западной Европе, почитавших себя чадами Матери Русской Церкви, не прекращавших своего единения с нею и прервавших своё пребывание в канонической юрисдикции Патриархата лишь временно и в связи с известными политическими обстоятельствами».
В опубликованном заявлении Совета Архиепископии от 12 января 2005 года говорилось, что «Московский Патриархат не только не пытается понять позицию Архиепископии или вступить в диалог с Высокопреосвященным Архиепископом Гавриилом и его Епархиальным советом<…>, но предпочитает внимать „устным и письменным обращениям клириков и мирян, которые выражали сожаление и обеспокоенность в связи с позицией руководства Экзархата, которая, по их мнению, не только не способствует сближению с Русской Православной Церковью, но и проявляется даже в недоброжелательном отношении к тем, кто такого сближения желает“».

### Конфликт в Биаррице и усиление противостояния
1 ноября 2004 в ходе епархиального пастырского собрания настоятель храма Александра Невского в Биаррице протоиерей Георгий Монжош выступил с заявлением о необходимости возвращения в Русскую православную церковь. Выступление вызвало жёсткую реакцию председателя собрания архиепископа Команского Гавриила. В начале декабря протоиерей Георгий закрыл доступ в церковь под предлогом безопасности и созвал чрезвычайное приходское собрание вопреки прямым указаниям архиепископа Гавриила, за что 16 декабря был отставлен от настоятельства и запрещён в служении до церковного суда. Как писал прихожанин храма Илья Толстой, в адрес протоиерея Георгия, имевшего китайские корни, «люди из окружения архиепископа разразились угрозами и оскорблениями, в том числе и на расовой почве». 24 декабря Священный синод Русской православной церкви принял определение, где признавались «необоснованными и недействительными канонические прещения, налагаемые на клириков лишь за открыто исповедуемое ими желание следовать линии Преосвященного митрополита Евлогия, заявлявшего о своём намерении вернуться в юрисдикцию Русской Православной Церкви, как только восстановятся нормальные условия её жизни, и делом подтвердившего истинность своих слов». 26 декабря 2004 года протоиерей Георгий Монжош созвал внеочередное приходское собрание, которое 59-ю голосами при двух недействительных бюллетенях приняло решение о переходе в юрисдикцию Московского патриархата. 21 января 2005 года назначенный архиепископом Гавриилом новый настоятель вместе с членами приходского совета выступил против решения приходского собрания и обратился в суд с просьбой о его отмене. Как отмечал по этому бывший секретарь Совета Архиепископии Василий фон Тизенгаузен, что по поводу решения общины о переходе в юрисдикцию Московского патриархата Экзархат обратился не «к посредничеству Ассамблеи православных епископов во Франции», а в «мирской суд». При этом, как свидетельствовал бывший секретарь, одна из подписей под обращением в суд была подделана.
Позже архиепископ Гавриил добился решения Священного Синода Константинопольского Патриархата об извержении протоиерея Георгия Монжоша из священного сана, но данное решение, однако, было опротестовано со стороны Московского Патриархата и признано канонически недействительным.
Многие обстоятельства, проявившиеся при рассмотрении дела, показывали, что оно было перенесено в политическую плоскость, выдвигались необоснованные утверждения о будто бы стоящей за решением прихожан совместной акции Правительства России и Русской церкви по захвату недвижимости. Протоиерей Георгий Монжош в связи с окончанием судебного процесса говорил, что среди православных русских приходов Западной Европы тиражируется позиция, согласно которой Россия и Русская церковь являются не только «юридическими», но и идеологическими наследниками советского строя, в связи с чем русские приходы, перешедшие в юрисдикцию Московского патриархата, между собой называются «грязными» и «просоветскими», а их позиция обвиняется в работе на «советского КГБшного Патриарха». Подобная оценка современной России и Русской церкви выливалась в постоянные призывы о необходимости «освобождения» из лона «советской Русской Церкви» как можно большего числа её западноевропейских приходов и введение их в ведомство архиепископа Гавриила, подчинённого Константинопольскому патриархату; а также о необходимости «освобождения» из зоны её влияния других Поместных церквей, в связи с чем, по сведениям протоиерея Георгия, некоторые священники архиепископии призывали участвовать в «демократизации» России и принимали участие в событиях «бархатных революций» в Грузии и на Украине.
12 декабря 2005 года местный суд города Байонна удовлетворил требование членов приходского совета и отменил решение приходских собраний о возвращение в Русскую православную церковь это требование было удовлетворено на основании того, что на формальных основаниях приходского устава смещённый настоятель не являлся членом созванного им приходского собрания, и ряда других нарушений. 25 января 2006 года суд города По оставил в силе немедленное исполнение вердикта суда. При этом суд не опроверг того факта, что большинство прихожан неоднократно подтверждали желание воссоединиться с Русской православной церковью. По сведениям французской газеты «Sud Ouest», судебное решение было продиктовано вмешательством агентов французской спецслужбы DST.
Сам архиепископ Гавриил посетил Биарриц 25-26 февраля 2006 года и обратился к прихожанам с проповедью о «глобальной стратегии российской власти». Тем не менее, по данным Московского патриархата, большая часть прихожан осталась в его юрисдикции, а «Движение за поместное Православие русской традиции в Западной Европе» назвало действия архиепископа «унизительными».
12 февраля 2008 года подтвердил вердикт первой инстанции Высшего суда г. Байоны, признав, что Общие собрания, организованные протоиереем Георгием Монжошем 26 декабря 2004 года, 23 января и 25 марта 2005 года, считаются недействительными по причине не соблюдения уставных положений Приходской русской православной ассоциации Биаррицы (ACORB) . В итоге сформированный в Биаррице приход Корсунской епархии был вскоре распущен, и 6 декабря 2009 года в присутствии архиепископа Гавриила и игумена Нестора (Сиротенко) произошло восстановление мира между сформированным в Биаррице приходом Корсунской епархии и приходом храма Александра Невского.

### Отказ от сослужения с митрополитом Кириллом (Гундяевым)
В связи с предстоявшим в феврале 2006 года празднованием 75-летия кафедрального храма Корсунской епархии во имя Трёх Святителей в Париже было решено, что торжества возглавит председатель отдела внешних церковных связей Московского патриархата митрополит Смоленский и Калининградский Кирилл. 14 декабря 2005 года архиепископ Корсунский Иннокентий пригласил архиепископа Гавриила принять участие в престольном празднике Трёхсвятительского храма, а также на юбилейном вечере в ЮНЕСКО. В письме от 24 января 2006 года архиепископ Иннокентий известил архиепископа Гавриила о намерении участников юбилейных торжеств посетить 13 февраля русское кладбище Сент-Женевьев-де-Буа и отслужить панихиду по всем усопшим представителям русского рассеяния, а также просил его разрешить совершение панихиды в Успенской церкви при кладбище.
В ответном письме от 26 января архиепископ Гавриил отклонил приглашение принять участие в юбилейных торжествах Трёхсвятительского храма, сославшись на архипастырскую занятость, а также написал, что готов позволить служение панихиды «в нашей Успенской церкви» при условии, что возглавлять её будет он сам, а не представители Русской церкви. При этом кладбище в Сент-Женевьев было названо не русским, а «коммунальным».
29 января архиепископ Иннокентий направил архиепископу Гавриилу ещё одно письмо, в котором сообщал, что панихида будет отслужена не в церкви, а на кладбище, вновь просил архиепископа Гавриила разрешить делегации Русской православной церкви посетить Успенский храм и его крипту и приглашал архиепископа Гавриила присоединиться к этой заупокойной молитве. На это письмо не последовало ответа.
В начале февраля митрополит Кирилл направил протест на имя главы экзархата архиепископа Команского Гавриила в связи с принятием в клир архиепископии запрещённого священника Мирона Богуцкого.
Утром 13 февраля, когда после служения панихиды митрополит Кирилл, архиереи, прибывшие из различных стран Западной Европы и России, духовенство, гости, многочисленные молящиеся направились к Успенской церкви, они убедились в том, что двери храма «к большому для всех разочарованию» были закрыты, хотя крипта была открытой.
Епархиальное управление архиепископии «ввиду того, что часть российских СМИ представила в неверном, а порой даже и тенденциозном освещении тот факт, что 13 февраля 2006 г. делегация Московского Патриархата не смогла отслужить панихиду в Успенской церкви при кладбище Сент-Женевьев-де-Буа», опубликовало свою версию событий, по которой согласие возглавить службу в кладбищенской церкви со стороны архиепископа Гавриила было дано, а совместное служение было отменено по инициативе Корсунской епархии. По мнению Корсунской епархии, опубликованное сообщение западноевропейского Константинопольского экзархата представило «неполную и искаженную версию событий»; было выражено «горькое сожаление» по поводу как самого «явно недружественного по отношению к Русской Православной Церкви акта», так и последующих попыток его оправдания.
В конце того же месяца митрополит Корсунский Иннокентий в интервью «Русской мысли» отмечал, что жизнь Русской православной церкви «предпочитают описывать как торжество авторитаризма, клерикализма и "застойно-синодального духа". Доходит даже до публичных обвинений Русской Церкви чуть ли не в экклезиологической ереси и забвении богословских истин. И при этом, увы, руководство Экзархата в целом не сочло необходимым хоть как-то отгородиться от таких страшных обвинений в адрес Русской Поместной Православной Церкви, звучащих из уст его представителей».

### Поддержка раскола в Сурожской епархии
В апреле 2006 года тлевший с 2002 года раскол в Сурожской епархии разгорелся с новой силой — епископ Василий (Осборн) объявил о переходе в Константинопольский патриархат, что вызвало многомесячный конфликт в Сурожской епархии, управлявшейся Василием. Архиепископ Гавриил принял в событиях участие: Василий сообщил ему о своих планах ещё до подачи прошения.
В результате 8 июня 2006 года Синод Константинопольского патриархата принял епископа Василия и ушедших к месте с ним клириков в свою юрисдикцию с титулом епископа Амфипольского и назначил его викарием архиепископа Гавриила. 9 июня 2006 года архиепископ Гавриил объявил, что проявляя пастырскую заботу и желая обеспечить им нормальную литургическую и духовную жизнь, он принимает в лоно Экзархата Преосвященного епископа Василия и те приходы Великобританских островов, которые выразят подобное желание. В тот же день Совет Западноевропейской архиепископии провёл «чрезвычайное расширенное заседание», на котором полностью одобрил это решение: «Совет Архиепископии считает, что приём этих приходов является важным этапом как для жизни самого Экзархата, так и в целом — для развития Православия в Западной Европе. Прежде всего это решение позволяет восстановить историческую преемственность, поскольку вплоть до окончания Второй Мировой войны русский Успенский приход в Лондоне находился в юрисдикции митрополита Евлогия».
По словам клирика Западноевропейского экзархата протоиерея Анатолия Раковича: «После того как произошёл раскол в Сурожской епархии с епископом Василием (Осборном), многие здесь радовались: вот, мол, с Вселенским Патриархом организуется лучшая жизнь для разных национальностей. А мне плакать хотелось. <…> Здесь начинают говорить о создании Поместной Церкви, но ведь вначале надо было объединить все русские юрисдикции за границей, а потом уже и рассуждать о столь глобальных вопросах. Посмотрите: ни сербам, ни румынам, ни грекам эта идея не интересна: они создают свои, национальные приходы. А организовывать Поместную Церковь только на основе бывшей Русской Церкви — это абсурд. Я считаю, что французские приходы экзархата еще не освоились, не окрепли, не укоренились, они еще очень слабые».
18 июня архиереи возглавили совместную службу в Александро-Невском храме в Париже. Это значительно осложнило ситуацию как в самой епархии, так и во взаимоотношениях между Московской и Константинопольской Церквями, поскольку последняя приняла клириков Русской Церкви без отпускной грамоты. В августе того же года, вопреки воле правящего архиерея Сурожской епархии, посетил приход в Ноттингеме, чем усугубил конфликтную ситуацию.
В январе 2007 дело епископа Василия обсуждалось представителями Константинопольского и Московского патриархатов. 16 мая 2007 Священный Синод Русской Православной Церкви определил: «Учитывая пожелание, выраженное Святейшим Патриархом Константинопольским Варфоломеем, во избежание дальнейших соблазнов в среде православных верующих на Британских островах и ради мира церковного — снять наложенное на Преосвященного епископа Василия (Осборна) запрещение и предоставить ему отпускную грамоту для перехода в Константинопольский Патриархат». Одновременно был легализован переход в подчинение архиепископа Гавриила и духовенства, ушедшего из Сурожской епархии вместе с епископом Василием.

### Попытки примирения
Во время официального визита патриарха Алексия II во Францию в октябре 2007 года архиепископ Гавриил пригласил его посетить храм Сергия Радонежского и Богословский институт святого Сергия в Париже, но приглашение было отклонено, и канцелярия Московской патриархии отказалась обсуждать «другие варианты встречи», сославшись на загруженность Патриарха. Тем не менее, «после продолжительных колебаний» встретился с Патриархом Алексием II 4 октября 2007 года в кладбищенской церкви Успения пресвятой Богородицы в Сент-Женевьев-де-Буа, где иерархи обменялись речами и обозначили свои принципиальные позиции. 27 июля 2008 года он сослужил патриарху Алексию II в Киеве во время празднования 1020-летия Крещения Руси и обменялся с ним несколькими словами по-немецки после литургии во время официального приёма. Вечером 5 декабря в сослужении епископа Михаила (Донскова) отслужил панихиду по почившему патриарху Алексию II в сослужении большого числа духовенства Западноевропейского экзархата и РПЦЗ. В ноябре 2009 года архиепископ Гавриил присутствовал на торжествах инаугурации Русской семинарии в Париже и сослужил митрополиту Илариону (Алфееву). 12 февраля 2010 года на престольный праздник Трехсвятительского подворья в Париже состоялось сослужение архиепископа Корсунского Иннокентия, архиепископа Команского Гавриила и епископ Женевского Михаила в сослужении клириков разных православных юрисдикций, что архиепископ Иннокентий назвал «важным символическим жестом».
Впоследствии отношения Западноевропейской архиепископии и Московской патриархии вновь обострились из-за суда по поводу прав собственности на собор в Ницце (см. ниже), но полного разрыва отношений не произошло: так, в феврале 2012 года по приглашению архиепископа Гавриила митрополит Волоколамский Иларион посетил Свято-Сергиевский богословский институт в Париже, где встретился с профессорами и руководством Архиепископии.

### Конфликт в Ницце
В 1909 году по прямому поручению Николая II Николаевский собор в Ницце с участком земли был передан в пользование приходу сроком на 99 лет. Арендатором первоначально выступала Санкт-Петербургская епархия, а с 1923 года аренда переведена на «ACOR». Срок аренды истекал 31 декабря 2007. В ноябре 2005 года Правительство Российской Федерации, рассматривая себя как исторического правопреемника династии Романовых, заявило о свои правах на здание и имущество Николаевского собора, а в ноябре 2006 года Россия обратилась во французский суд с требованием признать её права собственности на собор.
ACOR, в пользовании которой находился храм, категорически отказалось признать законность требований России и при поддержке руководства Архиепископии развернула агрессивную медиакампанию против «угрозы российского захвата» на Лазурном берегу, уверяя, что с приходом нового собственника прежних прихожан лишат их храма. Отвечая на эти обвинения, посол России во Франции Александр Авдеев, в интервью газете «Nice-Matin» в 2006 году заверил, что Москва и не думает лишать исторических прихожан-белоэмигрантов дорогого им храма и гарантировал, что после вступления в права собственника отменит плату за вход в церковь и возьмет на себя расходы по содержанию архитектурной жемчужины Лазурного берега. Это заявление вызвало у настоятеля прихода и его прямого начальства болезненную реакцию. Даже предложение о возобновлении истекавшей 1 января 2008 года аренды было расценено как покушение на духовную самостоятельность прихода.
Кроме того, Указом от 30 мая 2006 года клирик Московской областной епархии протоиерей Георгий Ашков был без соответствующего разрешения Московского Патриархата был принят в клир экзархата был назначен третьим священником в Никольский собор в Ницце. При этом Георгий Ашков не имел законного разрешения от своего правящего архиерея, священноначалием Русской Православной Церкви было направлено письмо соответствующего содержания на имя архиепископа Гавриила. 6 октября того же года его положение было урегулировано.
В апреле 2008 года прихожанка Никольского собора и бывший секретарь Лидия Плас опубликовала в «Русской мысли» открытое письмо под заголовком «Без мира и покоя», где она обвинила настоятеля собора протоиерея Иоанна Гейта, назначенного архиепископом Гавриилом, в «запугиваниях, криках, угрозах, унижении несогласных», в переходе с церковнославянского языка на французский, замену старых «намоленных» эмиграцией икон на новые, отказ от привычных служб в русской традиции, увольнение персонала из русских стариков и назначение верных себе людей, неуважении прав верующих, насаждении открытой русофобии и манипуляциях с финансами общины: «Налицо явное разделение общины на „вновь прибывших“, ныне управляющих приходом, и „прежних“ прихожан, отдавших многие годы на благо прихода и несогласных со сложившейся ситуацией… Моральная и духовная обстановка в приходе катастрофически деградировала. Нам нет места в родной церкви, заполненной людьми, пришедшими с новой администрацией. Все русское отсекается, ущемляется…». Публикация произвела значительный эффект, но вызвала гнев в руководстве Архиепископии, так как фактически опровергала официальную точку зрения руководства Архиепископии, якобы защищавшую старых прихожан. В итоге архиепископ Гавриил отлучил от Лидию Плас от причастия на неопределённый срок «за клевету на настоятеля и приход». В марте 2009 году один из клириков Никольского собора неожиданно отменил отпущение грехов, данное им же Лидии Плас во время исповеди, и запретил ей переступать порог храма
Данное решение архиепископа вызвало широкий резонанс среди представителей русской диаспоры, но не было отменено до самой смерти женщины, последовавшей в 2010 году. Председатель парижского Движения за поместное православие русской традиции в Западной Европе (OLTR) Серафим Ребиндер объяснил это решение тем, что в политике Архиепископии «Любое мнение, не совместимое с официальной линией архиепископии, подвергается запрету. Лица, высказывающие такие мнения, рассматриваются либо как религиозно неграмотные, либо просто как изменники».
20 января 2010 года суд Ниццы признал Российское государство единственным законным владельцем русского православного собора Святого Николая в этом городе, имущества храма и прилегающей к нему земли. Архиепископ Гавриил остался недоволен, и, сославшись на мнение членов епархиального совета, отказался пускать в кафедральный собор своей епархии митрополита Илариона (Алфеева).

### Отношения с РПЦЗ
В связи со сближением Русской зарубежной церкви и Московского патриархата, 29 ноября 2005 года архиепископ Гавриил принял в своей резиденции при Александрo-Невском соборе в Париже делегацию из трёх клириков РПЦЗ: протоиерея Александра Лебедева, протоиерея Виктора Потапова, и иерея Серафима Гана, отправленную её Первоиерархом митрополитом Лавром (Шкурлой). Обе стороны отметили сходство своих позиций во многих обсуждавшихся вопросах, выразили согласие с тем, что установление тесных информационных связей является важной задачей, решение которой позволит лучше узнать друг друга и координировать пастырское служение.
В мае 2006 года в своём послании митрополиту Лавру и членам IV Всезарубежного собора архиепископ Гавриил приветствовал намерение руководства РПЦЗ найти пути воссоединения с Русской православной церковью, но отметил отсутствие такой потребности для возглавляемого им Экзархата: «мы рады узнать, что Вы стремитесь сегодня установить эту необходимую каноническую связь с всемирным Православием. Нам же здесь в Западной Европе, эта связь была дарована через наше присоединение ко Святейшему Престолу Константинопольской Патриархии, что позволило нашему церковному уделу жить самостоятельно и быть ограждённым от чуждых влияний Церкви».
Поддерживал тёплые отношениям с правящим архиереем Западно-Европейской епархии РПЦЗ архиепископом Михаилом (Донсковым). 25 октября 2008 года в скиту Всех святых, в земле Российской просиявших, в Мурмелоне состоялось их первое сосослужение. 26-27 сентября 2009 года они вместе служили в кафедральном соборе РПЦЗ в Женеве.

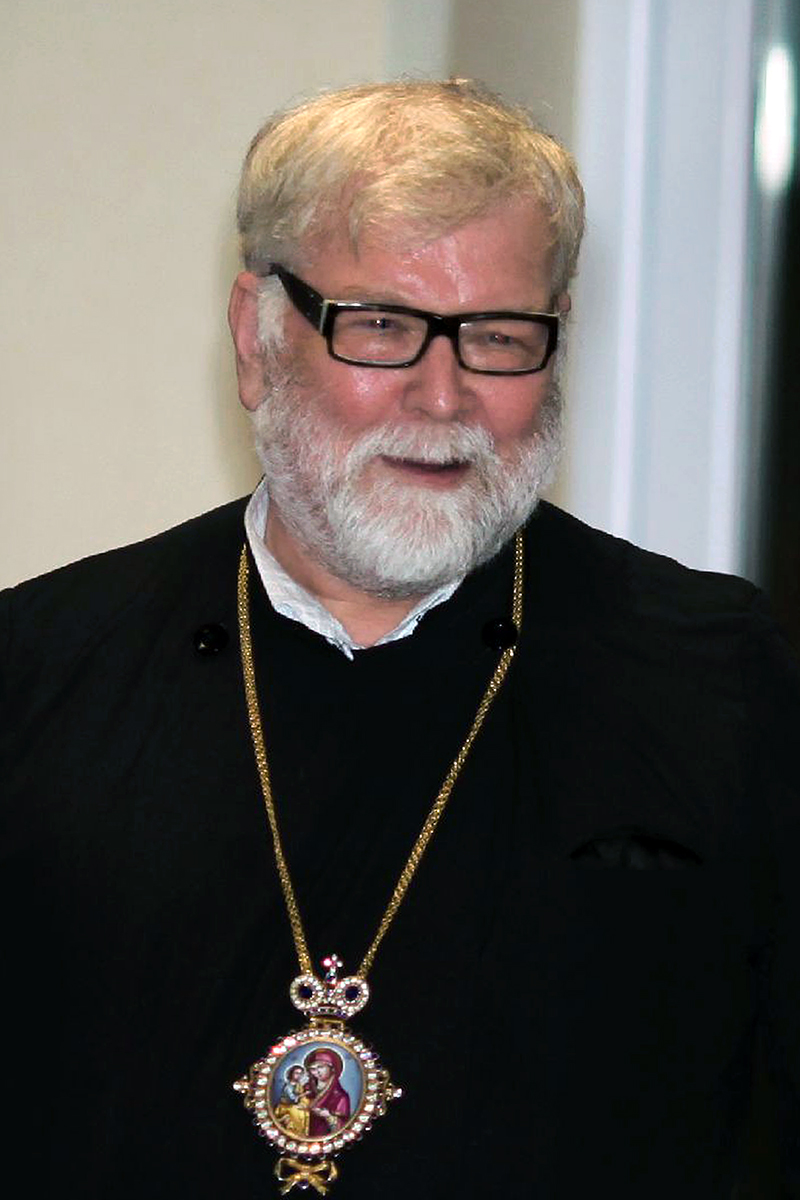
Архиепископ Гавриил на конференции Благочиния Великобритании и Ирландии. 28 мая 2012 года.

20 ноября 2011 года в парижском Александро-Невском соборе впервые состоялось сослужение предстоятелей данных юрисдикций: архиепископа Гавриила и первоиерарха РПЦЗ митрополита Илариона, после чего в беседе они «договорились о построении в будущем отношений, основанных на взаимном уважении и на признании их епархий».
После кончины архиепископа Гавриила правящий епископ Женевской и Западно-Европейской епархии РПЦЗ Михаил (Донсков) призвал совершать панихиды по усопшему иерарху во всех приходах возглавляемой им епархии вплоть до 2 декабря 2013 года, сорокового дня со дня кончины.

## Оценки и личные качества
По воспоминаниям Владимира Мельника: «владыка любил жизнь в том смысле, что он искренне радовался каждому дню, радовался общению с людьми и радовался миру, воспринимая день, как дар, и пытаясь максимально этот день насытить событиями, что-то сделать, не прожить его „мимо“. <…> Ему было сложно просидеть день, прожить его без какого-то занятия. Он с удовольствием посещал приходы, любил путешествовать, мог взять машину и запросто отправиться куда-то. И владыка, конечно же, переживал, когда врачи запретили ему водить, и он лишился былой свободы перемещения и наполнения собственного дня. У него всегда был живой интерес ко всему, что происходит <…> с владыкой никогда не было скучно, всегда было интересно, и время пролетало незаметно».
По словам Сергея Мудрова: «Во многом мы с ним не соглашались, но сама возможность открытой дискуссии молодого мирянина с уважаемым архиереем лишь подчёркивала демократичность последнего. Конечно, в манере общения владыки чувствовались его родные фламандские черты <…> — сдержанность, сухость, отчасти некоторая холодность. Но он не избегал дискуссий и не отказывался выслушать человека, с которым не соглашался».
Священник Георгий Кочетков откликнулся на смерть архиепископа Гавриила такими словами: «Для меня лично, и для тех членов Преображенского братства, которые побывали в Париже в паломничествах и встречались с владыкой, он всегда вспоминается как истинный епископ — блюститель церкви Божией, просвещенный, высокообразованный, твердый в вере, ревностный в защите своей паствы, мудрый в ее наставлении, непривычно для нас открытый и внимательный в общении».
Никита Кривошеин в 2013 году уже после смерти архиепископа Гавриила написал о нём: «Католический монах, фламандец, перешедший в православие, научившийся со временем церковнославянскому, но никак не разговорному русскому, мало понимающий эмиграцию, не говоря о России и её Церкви, он нуждался в помощи и в советах. А после того, как начал проявляться тяжелейший недуг (рак головного мозга), степень самостоятельности совсем съёжилась… <…> Он не был одержим тщеславием или любовью к почестям. Наоборот, он хотел лучшего для своего церковного удела, а потому несколько поспешно провёл большое количество рукоположений коренных европейцев, призвание которых не состояло в том, чтобы числиться в Архиепископии „русских“ православных церквей».

## Публикации
- Послание духовенству и всем прихожанам Архиепископства русских православных церквей в Западной Европе // «Русская мысль». — Париж — 2003. — № 4452, 17 апреля 2003